# Teapacks
Teapacks (Hebreeuws: טיפקס) is een Israëlische band. De naam van de band werd oorspronkelijk geschreven als Tipp-Ex, maar daar moest men verder van afzien omdat dit een geregistreerd handelsmerk is.
De groep ontstond in Sderot, in de zuidelijk periferie van Israël. Zij namen hun eerste liedje op in 1990. De band geraakte uiterst populair door de combinatie van authentieke etnische muziek met humoristische accenten. De solist, toetsenist en producer van de band, Kobi Oz, is bekend om zijn excentrieke uiterlijk en stijl. Hij schrijft de teksten en melodieën van de meeste liedjes. Hij schrijft ook boeken en is lid van de Israëlische Partij van de Arbeid. 
Op 7 januari 2007 werd de band geselecteerd door een comité van de Israel Broadcasting Authority (onder de leden was Yardena Arazi) om het land te vertegenwoordigen in het Eurovisiesongfestival 2007 in Helsinki, Finland. Teapacks zou vier liedjes moeten indienen waaruit door het comité of door middel van telestemmen een selectie zou worden gemaakt. Voor een gewone Kdam Eurovision had de IBA in 2007 geen budget. Gekozen werd voor het lied "Push the button", een lied over de dreiging van terrorisme. Het komisch bedoelde lied veroorzaakte echter veel opschudding, omdat de tekst van het nummer zou verwijzen naar een mogelijke nucleaire oorlog met Iran. Gesuggereerd werd dat de woorden He's gonna push the button zelfs direct zouden refereren aan de Iraanse president Mahmoud Ahmadinejad. Aangezien het reglement van het songfestival voorschrijft dat een inzending geen politieke boodschap mag uitstralen, gingen er stemmen op om de Israëlische inzending te diskwalificeren. Dit gebeurde uiteindelijk echter niet. In Helsinki behaalde dit lied de 24e plaats in de halve finale (kwalificatieronde), waarmee het zich niet plaatste voor de finale van het festival. 